# Персональный покупатель
«Персональный покупатель» (англ. Personal Shopper) — французский психологический триллер 2016 года режиссёра Оливье Ассаяса, снятый по его собственному сценарию. Фильм был номинирован на «Золотую пальмовую ветвь» Каннского кинофестиваля 2016. На фестивале Ассаяс разделил награду за лучшую режиссуру с режиссёром фильма «Выпускной» Кристианом Мунджиу.

## Сюжет
Резкая, но довольно замкнутая в себе американка Морин Картрайт (Кристен Стюарт) работает в Париже личным ассистентом покупок немецкой супермодели и светской львицы Киры (Нора Вальдштеттен), с которой почти не видится, получая инструкции от неё в основном через краткие записки. Строгим правилом является ни в коем случае не надевать вещи, выбранные для начальницы (имеющей с ней почти одинаковые размеры). Фактически единственный член ближнего круга Морин — это находящийся в командировке в Омане её молодой человек Гэри (Олвин), с которым она время от времени общается в видеочате.
За несколько месяцев до событий фильма от врождённого порока сердца, которым страдает и она сама, скончался брат-близнец Морин, Льюис. В  детстве брат и сестра открыли в себе не поддающуюся сознательному контролю способность взаимодействовать с потусторонним миром и, зная об опасности своего заболевания, пообещали друг другу, что тот из них, кто умрёт первым, каким-либо образом даст о себе знать оставшемуся в живых.
По просьбе новых владельцев исследуя на предмет сверхъестественных явлений особняк своего детства, где впоследствии и остался жить Льюис, Морин начинает ощущать чьё-то незримое присутствие. Более того, в комнате рядом с ней появляется некая призрачная сущность, чего она, впрочем, не замечает. Приняв то, что она почувствовала в доме, за тот самый знак, в ожидании которого она находилась с самой смерти брата, Морин решает попытаться сама выйти на контакт с ним.
Морин по дороге в Лондон (в связи с очередным заданием Киры) начинает получать пугающие SMS-сообщения, отправителем которых, вступив в переписку с ним, через некоторое время она начинает считать дух своего брата. Однако её собеседник не раскрывает напрямую свою личность; вместо этого он начинает давать девушке различные указания и убеждать её в том, что она должна последовать своему желанию побыть кем-то другим и попробовать испытать свои страхи.
Морин летит в Оман, чтобы навестить Гэри в горах. Войдя в его комнату, она слышит шум и видит, что в воздухе плавает стакан. Он падает и разбивается. Она задаёт вопросы, принимая один удар за «да» и  два за «нет». Когда она наконец задаёт свой дважды повторённый вопрос  «Льюис, это ты?» — наступает тишина.

## В ролях
- Кристен Стюарт — Морин
- Ларс Айдингер — Инго
- Нора фон Вальдштеттен[нем.] — Кира
- Андерс Даниэльсен Ли — Эрвин
- Сигрид Буазиз — Лара
- Тай Олвин — Гэри
- Одри Бонне[фр.] — Кассандра
- Паскаль Рамбер[фр.] — Жером
- Амму Грайя[фр.] — офицер полиции
- Бенжамен Бьоле — Виктор Гюго

## Создание
В мае 2015 года было объявлено, что Оливье Ассаяс будет режиссировать фильм по написанному им сценарию, в главной роли с Кристен Стюарт, ранее уже снимавшейся в другой картине Ассаяса — «Зильс-Мария» (2014) — и получившей за свою актёрскую работу в ней премию «Сезар» в категории «Женская роль второго плана». Шарль Жильбер продюсировал этот новый проект под своим брендом CG Cinema. В октябре 2015 года стало известно, что также роли в фильме получат Сигрид Буазиз, Ларс Айдингер, Андерс Даниэльсен Ли и Нора фон Вальдштеттен. В ноябре того же года к актёрской труппе в качестве исполнителя роли Гэри, молодого человека главной героини Морин, присоединился Тай Олвин.

### Съёмки
Непосредственно съёмки фильма начались 27 октября 2015 года в Париже, позднее они также проходили в Лондоне, Праге (середина ноября — начало декабря) и Омане. Для съёмок в Омане, куда съёмочная группа прибыла 10 декабря 2015 года, были выбраны места в вилайетах Назва, Бахла (включая относящиеся к Всемирному наследию ЮНЕСКО крепость и городскую стену) и в столице страны Маскате. Предположение, что, исходя из содержания фильма, будет происходить постановка сцен тематики ужасов, вызвало озабоченность местных жителей Бахлы, учитывая исторический статус территорий. В связи с этим Министерством информации Омана были направлены наблюдатели, в задачи которых входило следить за соблюдением условий съёмок. Cъёмочный процесс фильма был завершён 12 декабря.

## Прокат
Мировая премьера фильма состоялась на Каннском кинофестивале 17 мая 2016 года, где он участвовал в конкурсе на «Золотую пальмовую ветвь». Дистрибьютором фильма во Франции выступала компания Les Films du Losange, в Северной Америке — IFC Films. Международным прокатчиком станет студия Universal Pictures. Показы фильма также проходили на Международном кинофестивале в Торонто и Нью-Йоркском кинофестивале. Выход фильма в широкий прокат на территории США был запланирован на 10 марта 2017 года.

## Критика
Фильм получил в основном положительные отзывы кинокритиков. На сайте-агрегаторе рецензий Rotten Tomatoes рейтинг фильма составляет 80 % на основе 255 отзывов при средней оценке 7,1 балла из 10. Общий консенус критиков был сформулирован таким образом: «„Персональный покупатель“ с переменным успехом претерпевает замысловатый ряд смен тональности на фоне не остающейся незаметной актёрской игры Кристен Стюарт». На сайте Metacritic рейтинг фильма, основанный на 38 рецензиях критиков, составляет 77 из 100, что характеризуется как «в основном благосклонные обзоры». На первоначальном показе на Каннском кинофестивале фильм был освистан, однако на официальной премьере по окончании просмотра он был встречен зрителями продолжительными овациями.
Британская газета The Guardian присудила фильму пять звёзд, назвав его «не поддающимся категоризации, но, без сомнения, устрашающим».

## Награды и номинации
| Награда                     | Категория               | Номинанты / лауреаты | Результат |
| --------------------------- | ----------------------- | -------------------- | --------- |
| Каннский кинофестиваль 2016 | Золотая пальмовая ветвь | Оливье Ассаяс        | Номинация |
| Каннский кинофестиваль 2016 | Лучший режиссёр         | Оливье Ассаяс        | Победа    |